# رود شمیل
رودخانه شمیل یکی از نقاط دیدنی استان هرمزگان در جنوب ایران است.
رودخانه شمیل یا حسن لنگی، این رودخانه با نام چیل و شقرود از کوه‌های شمال شرقی بندرعباس سرچشمه می‌گیرد و در مسیر خود روستای شمیل را آبیاری کرده و از شمال به جنوب جریان می‌یابد. این رودخانه پس از آبیاری دشت‌های سر راه خود از نزدیکی روستای حسن لنگی می‌گذرد و آب این رودخانه نسبت به سایر رودها از کیفیت خوبی برای کشاورزی و آبیاری برخوردار است. در نزدیکی روستای حسن لنگی زمینه مناسبی جهت استفاده از زیبایی‌های طبیعی برای علاقه‌مندان به طبیعت فراهم شده‌است. سیمای طبیعی روستای حسن لنگی با معماری نواحی گرمسیری همراه با مناظر گیاهان حاره‌ای زیبایی بس خیره‌کننده‌ای در اطراف رود ایجاد کرده‌است.